# Thank U
"Thank U" é uma música da cantora canadense Alanis Morissette, primeiro single do álbum Supposed Former Infatuation Junkie, de 1998.

## Faixas
1. "Thank U" – 4:19
2. "Pollyanna Flower" – 4:07
3. "Uninvited" – 3:04

## Desempenho nas paradas
| Top (1998)                              | Melhor posição |
| --------------------------------------- | -------------- |
| Austrália - Singles Chart               | 15             |
| Áustria - Singles Chart                 | 10             |
| Canadá - Singles Chart                  | 1              |
| Países Baixos - Singles Chart           | 8              |
| Nova Zelândia - Singles Chart           | 2              |
| Noruega - Singles Chart                 | 3              |
| Estados Unidos - Billboard Hot 100      | 17             |
| Estados Unidos - Billboard Adult Top 40 | 1              |
| Reino Unido - Singles Chart             | 5              |

1. 1 2 3  http://dutchcharts.nl/showitem.asp?interpret=Alanis+Morissette&titel=Thank+U&cat=s
2. ↑  http://allmusic.com/cg/amg.dll?p=amg&sql=11:0xfqxqegldde~T51